# Jelizaveta Narysjkina
Jelizaveta Narysjkina, (ryska: Елизавета "Зизи" Алексеевна Нарышкина) född 1838, död 1928, var en rysk furstinna och hovfunktionär. Hon var hovdam hos Rysslands kejsarinna (tsaritsa) Alexandra av Hessen. Hon var Ober-Hofmeisterin (överhovmästarinna) från 1910 till 1917. Hon gav ut sina memoarer, Under three tsars: the memoirs of the lady-in-waiting, Elizabeth Narishkin-Kurakin.

## Biografi
Jelizaveta Narysjkina var dotter till Kurakin och Julia Golitsyn och gifte sig med Anatolij Dimitrevitj Narysjkin (1829–1883). Hon efterträdde år 1910 Maria Golitsyna som första hovdam hos tsaritsan.
Jelizaveta Narysjkina tillhörde den intima krets som befann sig hos kejsarinnan under första världskriget, när hovbetjäningen var mindre än vanligt då sällskapslivet hade skurits ned: denna krets utgjordes då av Anna Vyrubova och Lili Dehn; hovdamerna Jelizaveta Narysjkina, Sonia Orbeliani, O. E. Butzow, Anastasia Hendrikoff, Sophie Buxhoeveden; och hovmännen greve Apraxine, greve Paul Benckendorff och greve Freedericsz.
När ryska revolutionen bröt ut i början av mars 1917 befann sig Narysjkina hos tsarfamiljen på Alexanderpalatset i Tsarskoje Selo. Då tsarbarnen var sjuka och inte kunde flyttas erbjöd sig Narysjkina att ta hand om dem för att göra det möjligt för kejsarinnan Alexandra av Hessen att fly, hon avböjde dock förslaget. Den 8 april föreslog Aleksandr Kerenskij att det före detta kejsarparet skulle dela på sig och att barnen skulle stanna med kejsaren, men Narysjkina menade att det vore grymt att separera barnen, som ännu var sjuka, från sin mor. Kerenskij avstod då från förslaget och nöjde sig med att endast placera den före detta kejsaren på en annan våning i palatset, fram till att Alexandra av Hessen hade blivit förhörd om sin politiska aktivitet den 25 april. Narysjkina lämnade Alexanderpalatset av hälsoskäl den 27 mars.
Jelizaveta Narysjkina levde en tid därefter i en stuga på sin tidigare egendom fram till att hon med hjälp av sin före detta tjänsteflicka lyckades ta sig till fronten, därifrån tog hon sig till Danmark och sedan vidare till sin familj i Paris.